# В город входить нельзя
«В город входить нельзя» — чёрно-белый фильм советского кинорежиссера Юрия Желябужского. Фильм был довольно популярен в конце двадцатых годов в СССР.

## Сюжет
Действие фильма разворачивается в годы первой пятилетки. В Москву тайно приезжает белоэмигрант, сын известного учёного Борис Кочубей, который считался погибшим. В одну из ночей он вместе с другом проникает в квартиру профессора. Профессор, узнав о предательстве Бориса, сообщает о его приезде в прокуратуру. Во время попытки ареста шпионы погибают.

## В ролях
- Леонид Леонидов — профессор Кочубей
- Константин Эггерт — Борис Кочубей
- Александра Тоидзе — Ирина
- Борис Тамарин — поручик Фогель
- Георгий Ковров — Собин
- Александр Громов — революционер
- С. Герц — Кока, внук профессора
- Марина Ладынина — эпизод

## Съёмочная группа
- Ассистент режиссёра: Давид Морской.